# سیدوروفکا (شهرستان رومانوفسکی، سرزمین آلتای)
سیدوروفکا (به لاتین: Sidorovka) یک منطقهٔ مسکونی در روسیه است که در سرزمین آلتای واقع شده‌است.